# Dístic elegíac
El dístic elegíac és un metre emprat pels poetes lírics grecs per a diferents temes que va ser posteriorment adoptat per la poesia romana, especialment per Ovidi. Un dístic tenia sentit en ell mateix mentre feia part d'una obra més extensa.
Cada dístic està format per un hexàmetre seguit d'un pentàmetre, segons el següent model: 
– uu | – uu | – uu | – uu | – uu | – x
– uu | – uu | – || – uu | – uu | –
Entre els grecs, Tirteu va compondre elegies de temàtica bèl·lica per als Espartans; Soló, el legislador atenès, l'emprà per a temes polítics i ètics, altres com Mimnerm hi tracten temes amorosos i altres, i a la col·lecció teognídia hi trobem temes polítics, ètics, amorosos, etc. La temàtica de l'elegia és, des del començament, molt variada, i no serà fins molt més tard que s'identificarà amb la lamentació fúnebre.

## Elegia romana
Com la resta de metres grecs, l'elegia fou adaptada pels escriptors romans, sobretot a partir de la meitat del segle i aC, entre d'altres per Catul. Possiblement el dístic elegíac més conegut és el del seu poema número 85 Odi et Amo:

Odi et amo. quare id faciam, fortasse requiris?
nescio, sed fieri sentio et excrucior.

Odio i estimo. Per què ho faig? potser em demanes:
No ho sé, però me n'adono i em turmenta.

## Elegia a l'època d'August

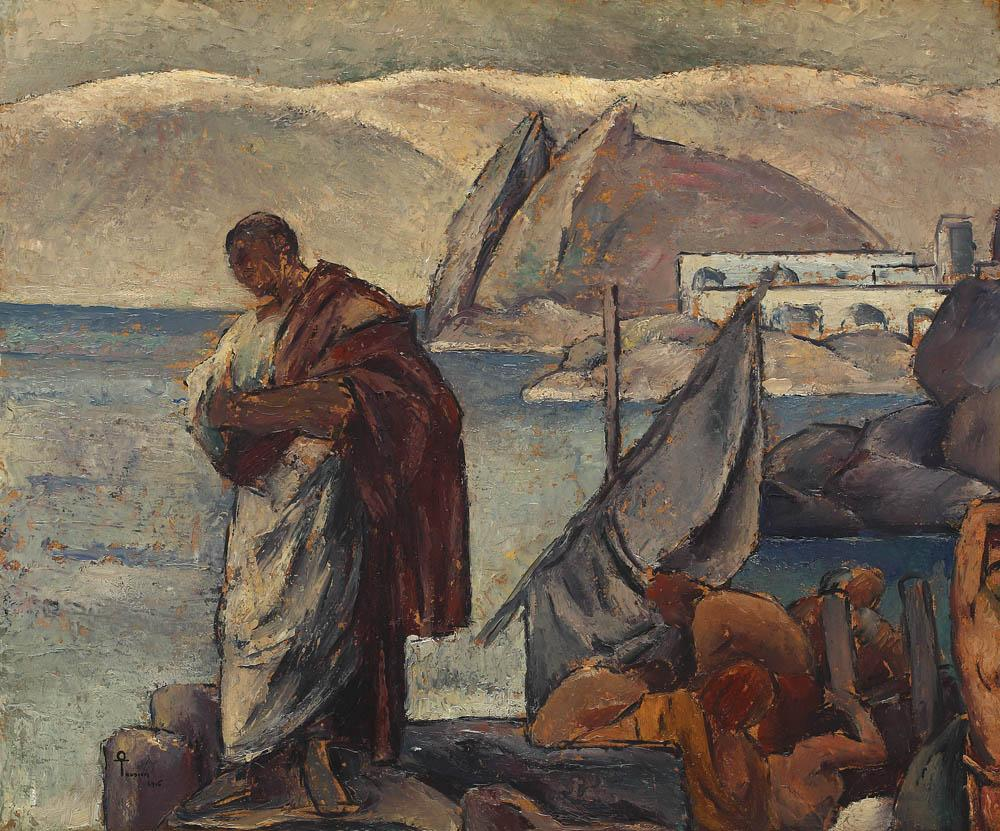
Ion Theodorescu-Sion Ovidiu in exil

El dístic tingué el seu moment àlgid en les obres de Tibul, Properci, i, sobretot, Ovidi (Amores, Heroides, Tristia, i Epistulae ex Ponto).
Entre els autors catalans que conrearen l'elegia hi ha l'hel·lenista Carles Riba que escriu
| « | Arribareu sense mi a la pàtria expectant, elegies: de dolor a dolor la impaciència us empeny. | » |

Fortament influït pels famosos dos primers versos de les Tristia
Parve -- nec invideo -- sine me, liber, ibis in urbem:
ei mihi, quod domino non licet ire tuo!
Petit llibre -- i no et retindré -- aniràs a la ciutat sense mi:
Ai las per mi, perquè al teu mestre no li és permès anar-hi!